# دانیل ا. کوشلند جونیور
دانیل ا. کوشلند جونیور (انگلیسی: Daniel E. Koshland Jr.; ۳۰ مارس ۱۹۲۰ – ۲۳ ژوئیهٔ ۲۰۰۷) دانشمند در زمینه زیست‌شیمی اهل ایالات متحده آمریکا بود.
وی همچنین برندهٔ جوایزی همچون نشان ملی علوم شده‌است.